# Atrophy
Gli Atrophy sono una band thrash metal statunitense proveniente dallo stato dell'Arizona, attiva verso la fine degli anni ottanta.

## Storia
Gli Atrophy nascono a Tucson in Arizona nel 1986 con una formazione a cinque composta dal cantante Brian Zimmermann, la coppia di chitarristi Chris Lykins e Rick Skowron, il bassista James Gulotta e il batterista Tim Kelly.
Nel 1988 esordiscono su Roadrunner Records con l'album Socialized Hate di duro thrash metal.
I testi della band sono in linea con quelli di band come Sacred Reich e Nuclear Assault quindi si basano su temi di attualità come pacifismo, nucleare, inquinamento.
La copertina del disco raffigura un giullare (poi diventato mascotte della band) che manipola con un ghigno beffardo gli arsenali atomici americani e sovietici.
Nel 1990 la band pubblica il secondo album Violent by Nature, sostanzialmente simile al precedente ma più maturo e curato.
L'anno successivo la band si scioglie. Dopo otto anni di inattività la band decide di riformarsi temporaneamente con il nome di "Head Circus" per suonare alcuni concerti in Arizona. Conclusi però questi concerti la band si scioglie definitivamente.
Dopo 34 anni di inattività,ritornano all'attivo pubblicando il loro terzo album in studio Asylum nel 2024.

## Formazione
- Brian Zimmerman - voce
- Chris Lykins - chitarra
- Rick Skowron - chitarra
- James Gulotta - basso
- Tim Kelly - batteria

## Discografia

### Album in studio
- 1988 - Socialized Hate
- 1990 - Violent By Nature
- 2024 - Asylum

### Demo
- 1987 - Advanced Promo
- 1987 - Chemical Dependency